# Opruiming

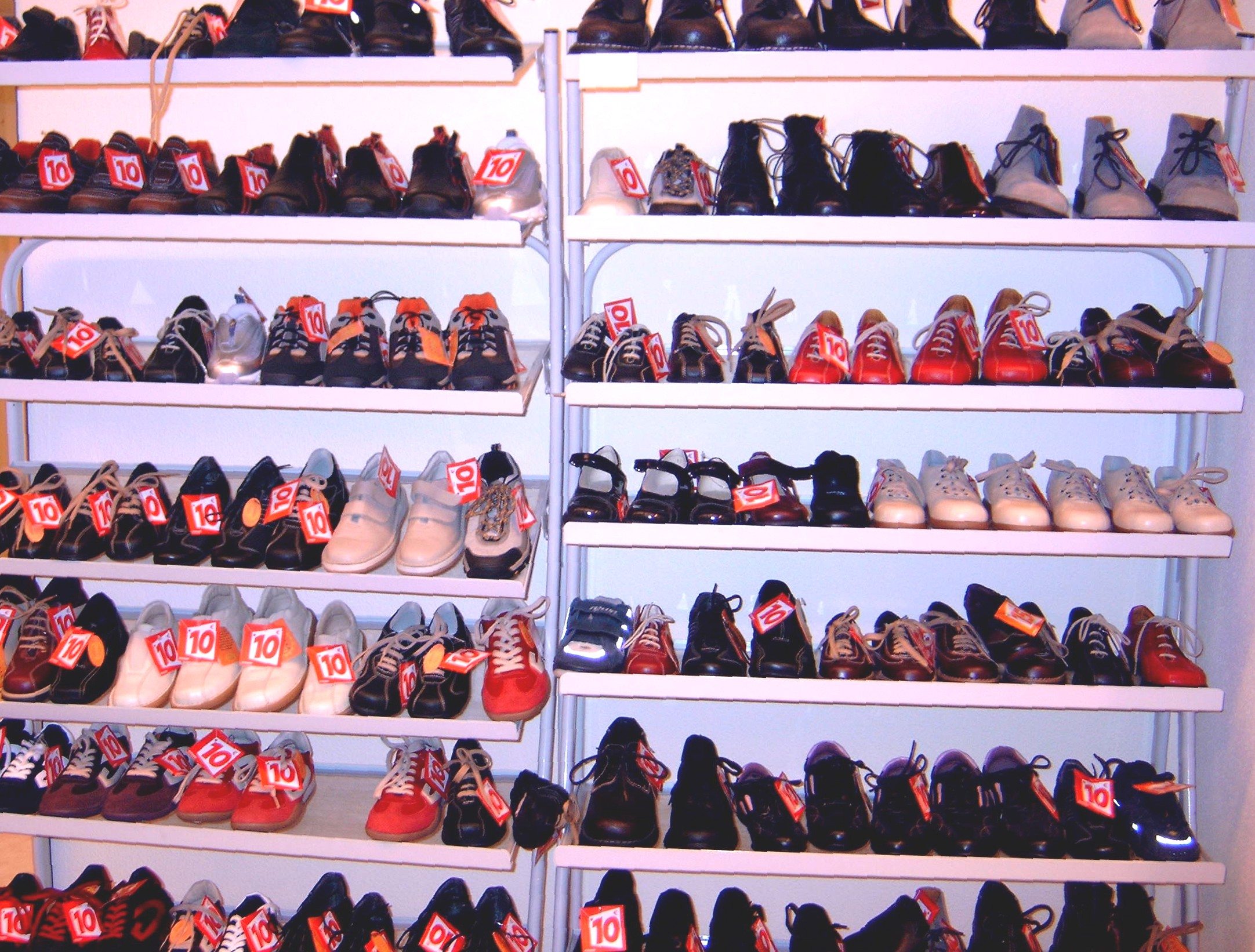
Opruiming in een schoenenwinkel

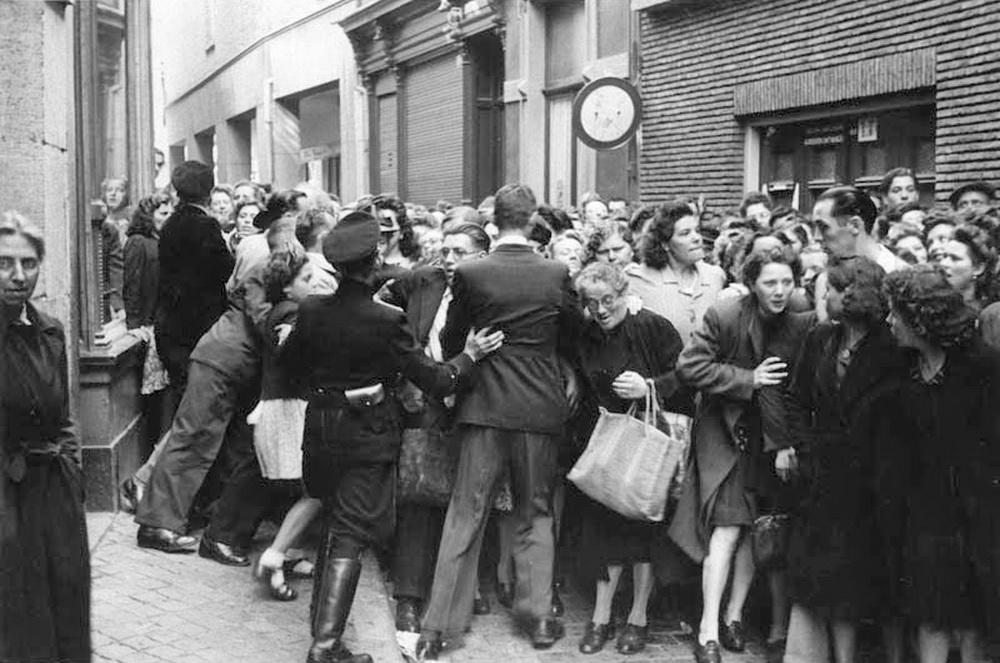
Politiebegeleiding bij de eerste naoorlogse uitverkoop van V&D Maastricht in 1947

Een opruiming, uitverkoop, koopjes of  solden bij een winkel is wanneer een aantal artikelen tijdelijk tegen een lagere prijs verkocht worden.

## Woordgebruik
In Nederland zegt men onder meer opruiming, seizoensopruiming en uitverkoop. In België wordt opruiming in deze betekenis niet vaak gebruikt, en zegt men eerder koopjes of solden. Uitverkoop betekent in België meestal dat de handel voor lange tijd of definitief wordt stopgezet (opheffingsuitverkoop).
In etalages en advertenties wordt - ook in het spraakgebruik - de Engelse term sale gebruikt, een woord dat eigenlijk verkoop betekent en dus niet een lagere prijs impliceert.
Een procentuele korting kan worden aangeduid met bijvoorbeeld 20% of -20%.

## Toepassing
Een winkelier kan zijn waren goedkoper maken om veel redenen:
- Wanneer er een kans is dat het artikel later niet meer verkocht gaat worden, vooral als er te veel voorraad is ingekocht.
- Wanneer het seizoensgebonden artikelen zijn, en de opslag van de goederen te duur zou worden.
- Om klanten naar de winkel te trekken, in de hoop dat zij ook andere goederen zullen kopen, of later nog eens terugkomen.
- Om meer naamsbekendheid te krijgen.
- Om ruimte te maken voor nieuwe artikelen.
- Als een winkel tijdelijk of definitief gaat sluiten. Er wordt dan geprobeerd de winkel zoveel mogelijk leeg te verkopen, zodat er zo min mogelijk hoeft te worden weggegooid. Dit heet een opheffingsuitverkoop.

Een kledingwinkel kan in de lente besluiten de winterkleding goedkoper te maken. Het opslaan van de winterkleding tot het volgende seizoen kost geld, en wellicht is de mode dan anders. Bij consumentenelektronica en computers komen er in snel tempo nieuwere artikelen, zodat een oudere voorraad snel minder waard wordt.
Vroeger hielden de meeste winkeliers in januari een inventariscontrole, waarbij alle goederen werden nageteld. Dit is nodig voor een juiste administratie, wat door de belastingdienst wordt vereist. Daarbij werd dan meteen een aantal artikelen aangemerkt, die in januari in de opruiming gingen. Tegenwoordig wordt de administratie van de inventaris door computers bijgehouden, en komen ook opruimingen voor in andere delen van het jaar.

## België
In België is de koopjesperiode bij wet bepaald. Handelaars mogen voor kleding, schoeisel en lederwaren lagere prijzen aankondigen.
De wintersolden vinden jaarlijks plaats van 3 tot en met 31 januari. Tijdens deze periode willen handelaars hun wintercollectie verkopen tegen sterk verminderde prijzen. 
De zomersolden starten op 1 juli en lopen tot en met 31 juli. Hierbij wordt de zomercollectie aangeboden met aanzienlijke kortingen. Beide periodes trekken traditioneel veel klanten aan, op zoek naar koopjes. 
In de 4 weken ervoor geldt een sperperiode tijdens welke er beperkingen gelden voor de aankondiging van kortingen. Daarnaast biedt de wet nog wel de mogelijkheid om bij het stopzetten van de zaak of dergelijke een uitverkoop te houden.
De Federale overheidsdienst Economie beslist op welke datum de solden en de sperperiode starten.

## Nederland
Nederland kende tot 1984 de Uitverkoopwet. Deze wet regelde hoe vaak, hoe lang, en hoe veel korting winkeliers mochten geven. Lobby van de winkeliers zorgde ervoor dat de wet tijdens de crisis in de jaren 1980 werd afgeschaft.